# Андрада, Жозе Бонифасиу ди
Жозе Бонифасиу ди Андрада-и-Силва (порт. José Bonifácio de Andrada e Silva; 13 июня 1763[…], Сантус, колонии Португалии — 6 апреля 1838[…], Нитерой, Рио-де-Жанейро) — бразильский государственный деятель, учёный-естествоиспытатель, геолог, поэт, педагог, революционер. Один из отцов бразильской государственности, изначально сторонник, затем ярый противник, а затем снова сторонник императора Педру I. В качестве натуралиста известен открытием четырёх новых минералов. Масон, член и великий магистр ложи.

## Биография
Сын полковника Игнасиу д’Андрада. Родился 13 июня 1763 года в городе Сантус, в бразильской провинции Сан-Паулу.
Обучался с 1780 года в Коимбре юридическим и естественным наукам и затем изучил за границей горное дело. Возвратившись в 1800 году в Португалию, получил в Коимбрском университете кафедру геогнозии и занял место главного интенданта горного ведомства в Португалии.
Отличился во время Войны за независимость на Пиренейском полуострове, но в 1819 году оставил службу и отправился в Бразилию с целью посвятить себя науке.
Когда декрет кортесов, обнародованный в Лиссабоне 29 сентября 1821 года и призывавший принца-регента Педру в Европу, послужил в Бразилии сигналом к восстанию, Андрада стал в Сан-Пауло во главе восстания и в качестве вице-президента муниципалитета составил предъявленное регенту письменное требование не покидать Бразилии.
После того, как Педру I основал Бразильскую империю, Жозе в благодарность за помощь в поиске принцем поддержки в провинциях был назначен на высокую должность в правительстве. Но вскоре после этого их отношения резко ухудшились, и Педру был вынужден уволить Бонифасиу за «ненадлежащее поведение»: он использовал своё положение для политического преследования, ареста и даже изгнания своих противников. 7 октября Жозе лишился должности досточтимого мастера масонской ложи, на которую был избран император, которого таким образом пытались привлечь на свою сторону враги Бонифасиу.
Кризис в отношениях между монархом и его ближайшим подчинённым сразу же отразился на учредительном генеральном собрании, которое было созвано для разработки конституции империи. Бонифасиу, будучи членом этого собрания, прибегнул к демагогии, заявив о наличии великого португальского заговора против Бразилии и намекая при этом на причастность Педру, что родился в Португалии. Император был крайне возмущён такой речью даже не столько из-за того, что она была направлена против него, сколько из-за того, что она дискредитировала всех жителей империи, что родились в Португалии. Он отдал приказ распустить собрание и призвал к новым выборам. На следующий день император поручил вновь созданному «туземному» собранию составить проект конституции. Когда она была готова, её копии были разосланы в городские советы. Почти все местные органы власти проголосовали за немедленное принятие документа.
Жил затем в Бордо, занимаясь научными исследованиями до 1829 года, когда получил дозволение возвратиться в Бразилию, где император, отказавшийся 7 апреля 1831 года от престола в пользу своего сына, назначил его опекуном юного Педру II, на формирование личности которого большое влияние оказали умеренно либеральные взгляды Андрады.
Лишившись звания опекуна с учреждением в 1834 году регентства, жил уединенно на маленьком острове в Нитерое близ Рио-де-Жанейро, где и скончался 6 апреля 1838 года.
Помимо целого ряда научных и политических статей издал «Poesias d’Americo Elyseo» (Бордо, 1825), доставившие ему вполне заслуженно славу поэта. В качестве признания его трудов, как минералога, среди которых открытие четырёх новых минералов, один из них был назван в его честь — Андрадит. В 1797 г. Андрада был избран иностранным членом Шведской королевской академии наук.

## Семья
Его братья, Антониу-Карлу ди Андрада и Мартим-Франсишку ди Андрада (1776 — 23.02.1844), принимали участие в бразильской революции и впоследствии были известны как государственные люди. Сыновья последнего, Жозе-Бонифасиу ди Андрада и Мартим-Франсишку ди Андрада, были известны как поэты; первый написал «Rosas e goivos» (Сан-Паулу, 1849), второй «Lagrimas e somsos» (Рио-де-Жанейро, 1847) и драму «Januario Garcia» (Рио-де-Жанейро, 1849).